# Wojciech Iwulski
Wojciech Iwulski (ur. 27 stycznia 1915 w Bełżcu, zm. 2 grudnia 1990 w Braniewie) – polski fotograf, uczestnik kampanii wrześniowej 1939, członek wywiadu Armii Krajowej oraz działacz społeczny. Autor zdjęć przedwojennego i okupacyjnego Bełżca oraz powojennych zdjęć zniszczonego Braniewa. Dokumentował zbrodnie UPA.

## Życiorys

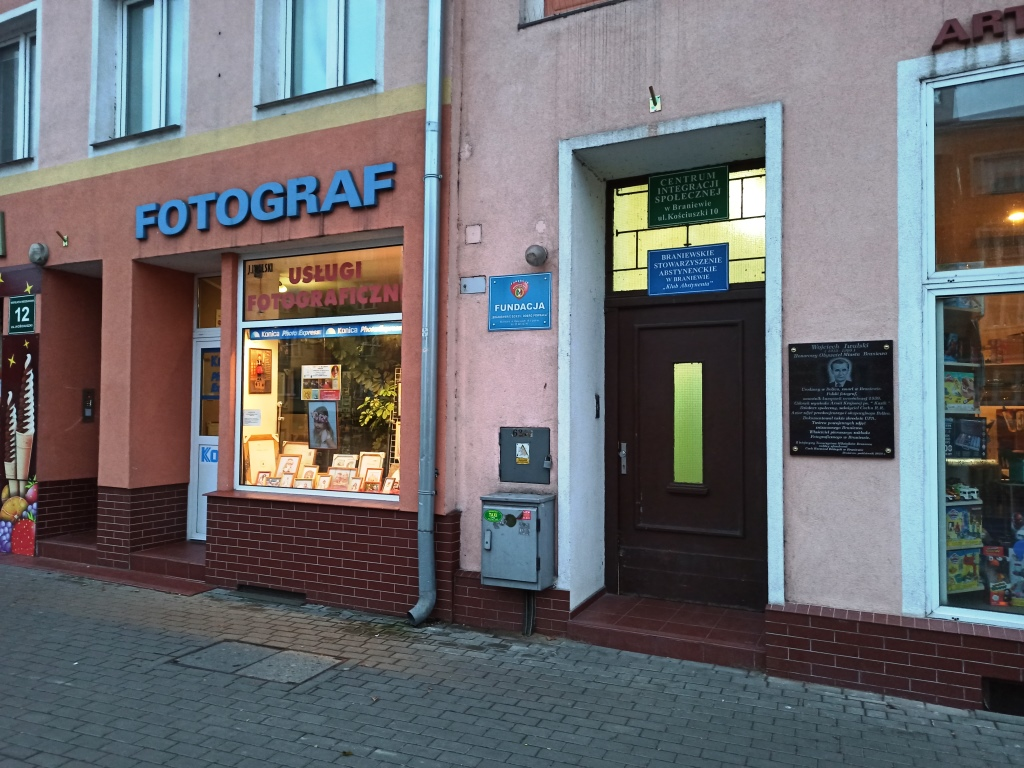
Zakład fotograficzny przy ul. Kościuszki w Braniewie, prowadzony przez syna, po prawej tablica upamiętniająca Wojciecha Iwulskiego

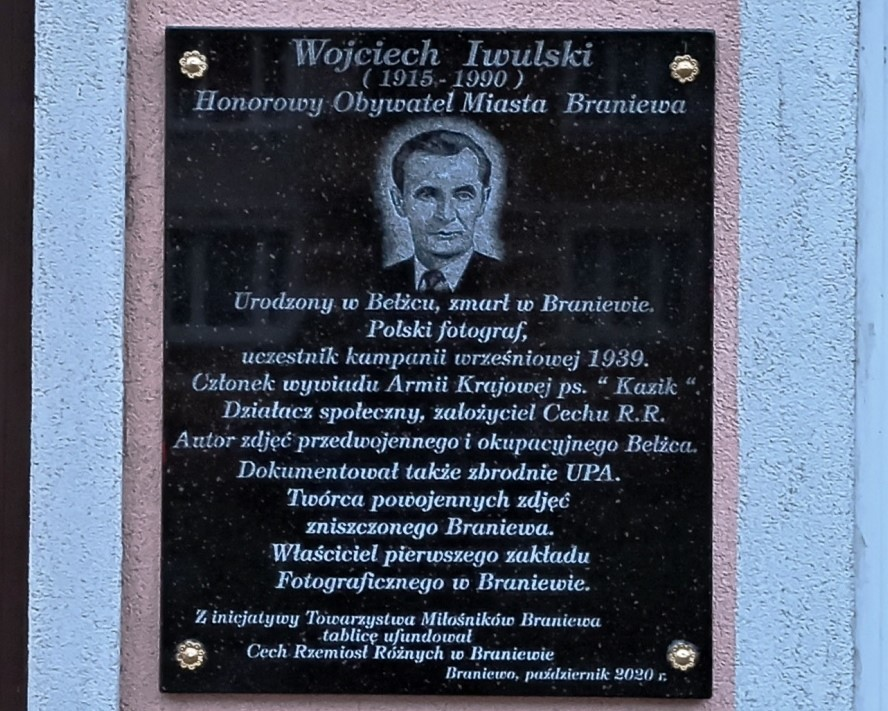
Tablica upamiętniająca Honorowego Obywatela Miasta Braniewa

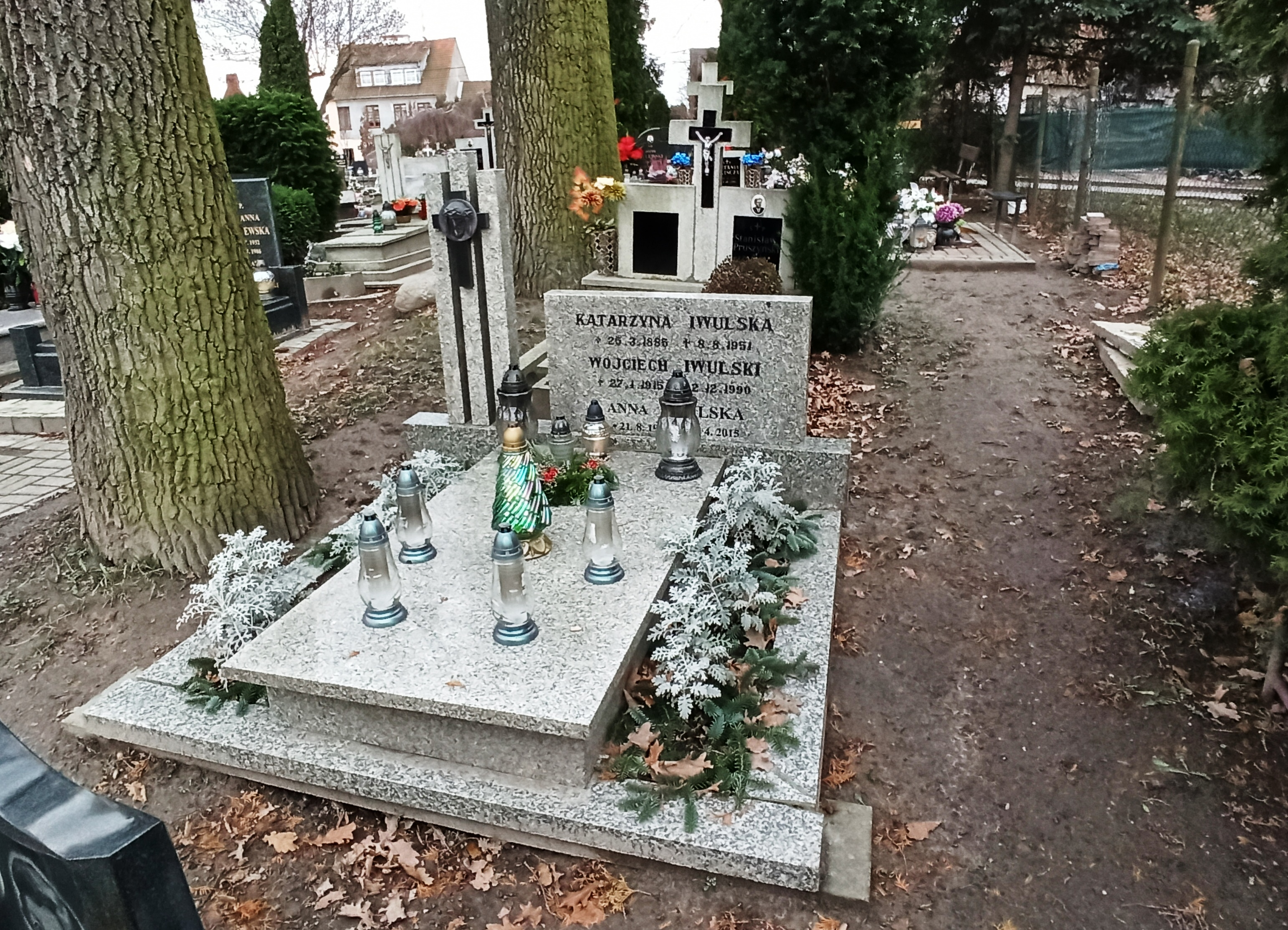
Grób Wojciecha Iwulskiego na cmentarzu przy ul. Morskiej w Braniewie

Przed wybuchem II wojny światowej mieszkał i uczył się rodzinnym Bełżcu. Następnie pracował w Warszawie, gdzie ukończył kurs fotograficzny. W 1938 r. rozpoczął służbę zasadniczą w 40 pułku piechoty Dzieci Lwowskich we Lwowie. Podczas kampanii wrześniowej 1939 z pułkiem wziął udział w obronie Warszawy, jako żołnierz 4 kompanii w II batalionie. Podczas zaciętych walk został ranny. Po kapitulacji Warszawy trafił do niemieckiego szpitala jenieckiego, skąd został zwolniony 30 października 1939 r. Powrócił do rodzinnego Bełżca, gdzie rozpoczął pracę jako kelner w bufecie na stacji kolejowej. Tam nawiązał z nim współpracę Związek Walki Zbrojnej. W 1940 na rozkaz organizacji podziemnej rozpoczął nową pracę w utworzonym przez siebie zakładzie fotograficznym. Wiosną 1941 r. został zaprzysiężony i przyjęty w szeregi Związku Walki Zbrojnej pod pseudonimem „Kazik”. Na polecenie AK i z jej pomocą otworzył vis-à-vis stacji w Bełżcu zakład fotograficzny. Oddał cenne usługi organizacji wykonując zdjęcia i dostarczając kopie zdjęć przynoszonych przez niemieckich żołnierzy do wywołania w zakładzie. W październiku 1941 r. Wojciech Iwulski został aresztowany przez SS-manów z obsługi organizowanego od niedawna w Bełżcu obozu koncentracyjnego z zarzutem podejrzenia współpracy z podziemiem. Początkowo przez dwa tygodnie przebywał w tym obozie, następnie został przekazany do placówki gestapo w Tomaszowie Lubelskim, gdzie był przesłuchiwany i torturowany. Organizacja uwolniła go z aresztu pod koniec listopada 1941 r. dzięki przekupieniu szefa miejscowej placówki gestapo. Po uwolnieniu kontynuował pracę dla Armii Krajowej, m.in. dokumentując zbrodnie UPA, w tym m.in. mord podczas napadu na pociąg osobowy na trasie Bełżec-Rawa Ruska (dokumentację przekazał dalej cichociemnemu por. Tadeuszowi Żelechowskiemu) oraz podobną zbrodnię ukraińskich oprawców na rodzinie we wsi Szalenik.
Po wyzwoleniu Bełżca jeszcze w 1945 r. wyjechał na ziemie odzyskane do Braniewa, gdzie założył przy. ul. Żeromskiego pierwszy zakład fotograficzny. Jednocześnie tworzył dokumentację fotograficzną zniszczonego miasta. Był członkiem Polskiej Partii Socjalistycznej (1946–1948), z której został wydalony za przynależność do „byłej AK”, a następnie był represjonowany przez Urząd Bezpieczeństwa. Od 1952 r. członek Stronnictwa Demokratycznego. Był też wieloletnim radnym Powiatowej Rady Narodowej oraz członkiem Frontu Jedności Narodu. Od 1962 r. został członkiem Związku Bojowników o Wolność i Demokrację. Działał też w Polskim Związku Filatelistycznym oraz był piłkarzem i działaczem klubu sportowego Zatoka Braniewo. Od 1965 r. był też członkiem Cechu Rzemiosł Różnych w Braniewie.
W 1941 ożenił się z Anną Pępiak, miał pięcioro dzieci. W 1981 roku przeszedł na emeryturę. Zakład fotograficzny przekazał najmłodszemu synowi Jackowi, który kontynuuje tradycję rodzinną, prowadząc zakład fotograficzny przy ul. Kościuszki 12; jest ponadto autorem wielu opracowań i wystaw fotograficznych. Córka Maria Iwulska-Leśniowska (ur. 1943 w Bełżcu) została lekarzem pediatrą.
Wojciech Iwulski zmarł 2 grudnia 1990 roku, został pochowany w Braniewie, na cmentarzu przy ul. Morskiej. Pozostawił po sobie bogate archiwum fotograficzne. Zdjęcia, zwłaszcza te wykonane w burzliwym okresie lat 40., 50. i 60. XX w. są źródłem cennych informacji historii czasu wojny, okresu powojennego, w tym przemian w architekturze Braniewa.
21 października 2020 roku został mu nadany tytuł Honorowego Obywatela Miasta Braniewa oraz została odsłonięta przy ul. Kościuszki, przy zakładzie fotograficznym prowadzonym przez syna, tablica upamiętniająca Wojciecha Iwulskiego.

## Odznaczenia
- Krzyż Kawalerski Orderu Odrodzenia Polski (14.01.1981)
- Srebrny Krzyż Zasługi (26.06.1969)
- Srebrna Odznaka Zasłużony dla Warmii i Mazur (27.03.1965)
- Odznaka „Zasłużony Działacz Frontu Jedności Narodu”
- Odznaka 1000-lecia Państwa Polskiego
- Odznaka „Zasłużony Działacz Rzemiosła”

## Ciekawostki
Spotkanie Jana Karskiego z Wojciechem Iwulskim na stacji w Bełżcu zostało opisane w książce Waldemara Piaseckiego Jan Karski. Jedno życie, tom II „Inferno” (Rozdział XXXIV Nad granicą).